# Десамуту, Чиннадорай
Чиннадорай Десамуту (англ. Chinnadorai Desamuthu; 26 октября 1932, Бангалор, Британская Индия — не позднее 2017) — индийский хоккеист на траве, вратарь. Олимпийский чемпион 1952 года, серебряный призёр летних Олимпийских игр 1960 года, серебряный призёр летних Азиатских игр 1958 года.

## Биография
Чиннадорай Десамуту родился 26 октября 1932 года в городе Бангалор в Британской Индии (сейчас в Индии). 
Играл в хоккей на траве за Майсур.
В 1952 году вошёл в состав сборной Индии по хоккею на траве на летних Олимпийских играх в Хельсинки и завоевал золотую медаль. Играл на позиции вратаря, провёл 1 матч, мячей не пропускал.
В 1958 году завоевал серебряную медаль хоккейного турнира летних Азиатских игр в Токио.
В 1960 году вошёл в состав сборной Индии по хоккею на траве на летних Олимпийских играх в Риме и завоевал серебряную медаль. В матчах не участвовал.